# Enúbio Queiroz
Enúbio Queiroz, é um instrumentista e professor brasileiro. Publicou livros sobre viola caipira. É considerado um dos principais violeiros da música caipira. 

## Biografia
Nasceu no dia 1 de outubro de 1953, na fazenda Monte Alto “Duas Vendas”, no município de Iturama, Minas Gerais. Foi criado na roça, trabalhando na lavoura e na lida de gado, em compania de seu pai. O primeiro contato com instrumentos musicais foi com o cavaquinho aprendendo a tocar com Otaviano Francisco da Silva, o Baiano. Estudou o Violão clássico, se formando no Conservatório Renato Fratesh em Uberaba. No período de 1980 a 1984, fez parte da dupla sertaneja Economista & Contador, dupla pela qual foram lançados 2 LPs. O violeiro já tem dez álbuns gravados e quatro livros lançados.

## Discografia
- 1997 - Viola refinada - volume 1 - Movieplay - CD
- 2000 - Viola refinada - volume 2 - Movieplay - CD
- 2002 - Riacho dos Passarinhos - Live Music - CD
- 2006 - A viola e um violeiro - DVD

## Publicações
- Queiroz, Enúbio. Álbum de Partituras e Tablaturas para Viola Caipira Vol. 01 (com exercícios). [S.l.: s.n.]
- Queiroz, Enúbio. Álbum de Partituras e Tablaturas para Viola Caipira Clássicos Populares Vol.02. [S.l.: s.n.]
- Queiroz, Enúbio. Álbum de Partituras e Tablaturas para Viola Caipira Música Sertaneja Raiz - Vol.3. [S.l.: s.n.]
- Queiroz, Enúbio. Pedagogia da Viola Caipira. São Paulo: Ricordi
- Queiroz, Enúbio (2000). Repertório de Ouro para Viola Caipira. São Paulo: Ricordi. ISBN 978-85-99477-62-5 (instrumental/Acompanhamento)[5]